# Rättviks distrikt
Rättviks distrikt är ett distrikt i Rättviks kommun och Dalarnas län. Distriktet ligger i och omkring Rättvik i östra Dalarna. 

## Tidigare administrativ tillhörighet
Distriktet inrättades 2016 och utgörs av socken Rättvik i Rättviks kommun.
Området motsvarar den omfattning Rättviks församling hade vid årsskiftet 1999/2000 och fick 1992 när Bingsjö-Dådrans församling införlivades.

## Tätorter och småorter
I Rättviks distrikt finns fyra tätorter och sju småorter.

### Tätorter
- Nedre Gärdsjö
- Nittsjö, Sätra och Backa
- Rättvik
- Vikarbyn

### Småorter
- Blecket
- Röjeråsen
- Stumsnäs och Västra byn
- Tina
- Västbjörka
- Östbjörka
- Östra Born